# Guido Thielscher

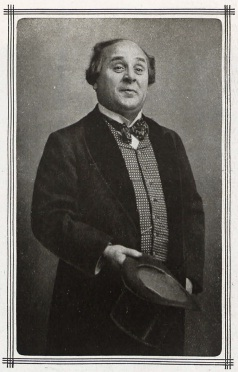
Guido Thielscher. Foto von 1903.

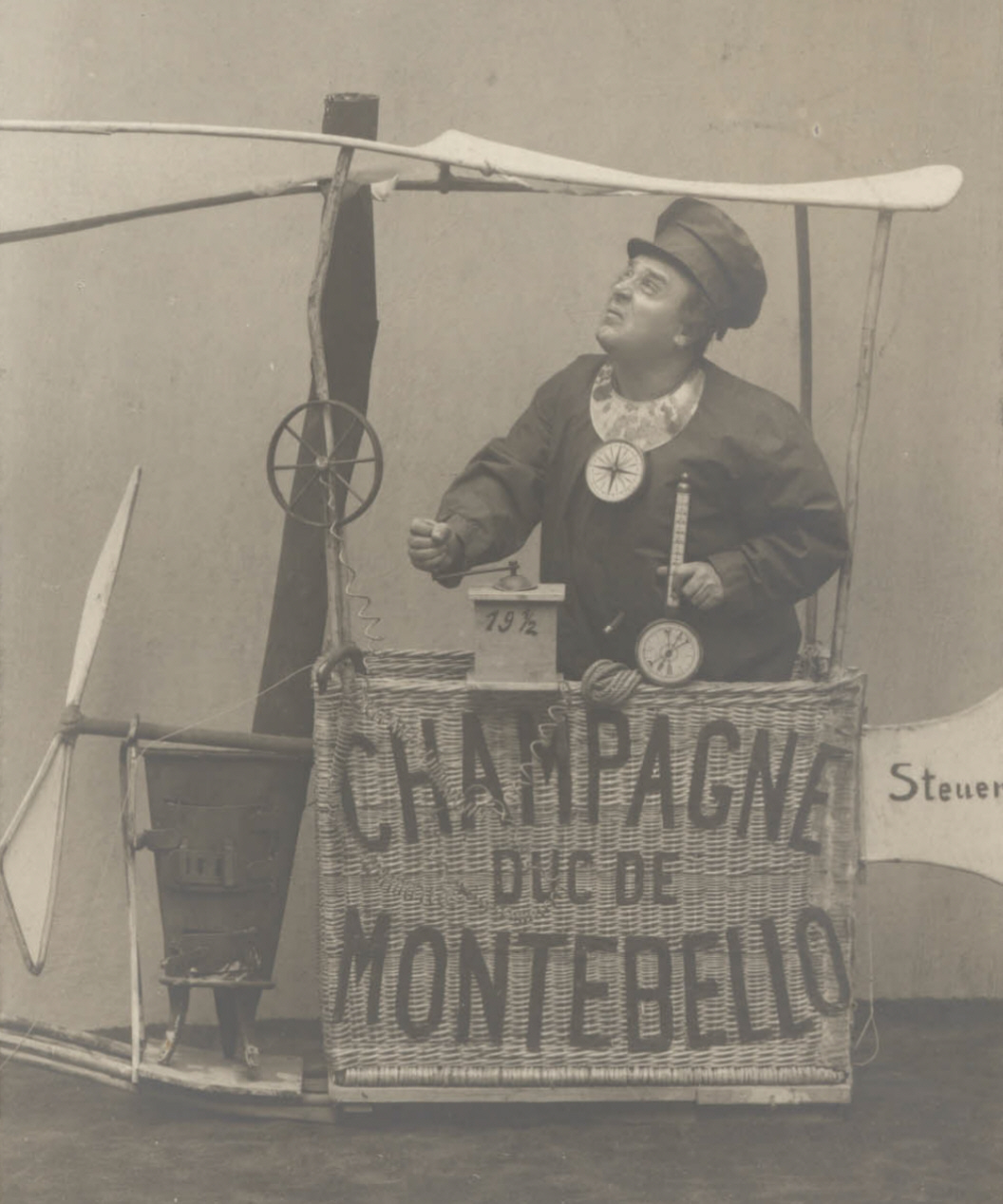
Guido Thielscher in der Rolle des Zipfel in der Revue Halloh! am Metropol-Theater (1909)

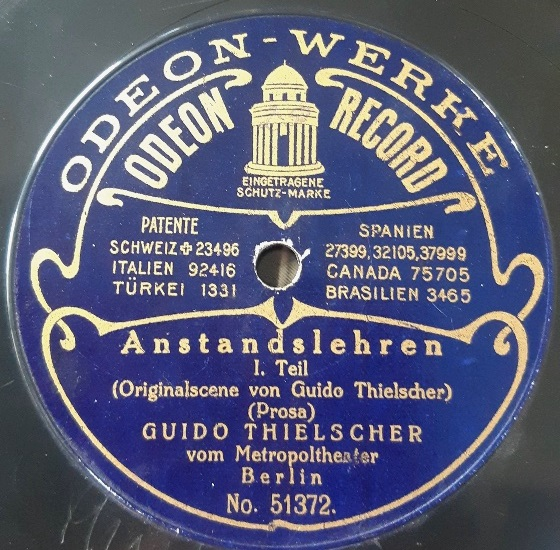
Schallplatte von Guido Thielscher (Berlin 1909)

Guido Thielscher (* 10. September 1859 in Königshütte; † 29. Juni 1941 in Bad Salzbrunn in Schlesien) war ein deutscher Humorist, Couplet-Sänger, Komiker, Kabarettist und Schauspieler bei Bühne und Film.

## Leben
Der Sohn eines Landwirts wuchs in Görlitz auf kam gleich nach der Schule nach Berlin, wo er zeitlebens überwiegend wirken sollte. Seine künstlerische Ausbildung erhielt er beim bekannten Schauspieler Heinrich Oberländer; darüber hinaus nahm er Gesangsunterricht bei Ferdinand Gumbert. Sein erstes Festengagement führte ihn 1877 ans Belle-Alliance-Theater. Es schlossen sich Verpflichtungen ans Central-Theater und ans Thalia-Theater an. An letztgenannter Stätte feierte er große Erfolge mit dem Komödienklassiker Charleys Tante. Mit diesem Stück, das er mehrere hundert Mal gespielt hatte, ging er auch auf Tournee durch das Kaiserreich. Seine Berufung an das Deutsche Theater 1896 brachte ihm kleinere Rollen in klassischen Stücken wie Hamlet (als Totengräber) und Faust (als Hexe) ein. Zu dieser Zeit hatte er sich bereits als vielseitiger und gefragter Künstler etabliert.
Thielscher erkannte jedoch bald seine komische Wirkung und verschrieb sich in Zukunft vor allem der Posse und dem Lustspiel. Sein Talent für humoristische Darbietungen, oftmals eingebunden mit Gesangseinlagen, konnte er vor allem am Thalia-Theater und im Lustspielhaus der deutschen Hauptstadt ausleben. Die größten Erfolge allerdings feierte er, u. a. unter der Leitung von Rudolf Nelson, am Metropol-Theater, wo er im Laufe der Jahrzehnte an der Seite so bedeutender Diseusen wie Fritzi Massary (mit Das muß man seh'n) und Claire Waldoff (mit Woran wir denken) auftrat. Metropol-Direktor Richard Schulz hatte einst dem Leiter des Deutschen Theaters, Otto Brahm, die beachtliche Abstands-Summe von 10.000 Reichsmark gezahlt, um Thielscher für seine soeben gegründete Spielstätte zu gewinnen.
Auch beim Gesang achtete er auf eine große Bandbreite. Thielscher trug als Solist sowohl Marschlieder wie Bis früh um fünfe aus der gleichnamigen Lincke-Operette als auch Couplets aus der Feder Otto Reutters (Neunzehnhundertvierzehn) vor. Mit seinen originellen Vorträgen und witzigen Reimen kann er als ein sehr früher Vorläufer des klassischen Stand-Up-Comedian angesehen werden.
Ähnlich wie bei seinen zu Beginn des 20. Jahrhunderts kaum minder beliebten Komiker-Kollegen Arnold Rieck, Leo Peukert und Guido Herzfeld versuchte man, vor allem während des Ersten Weltkriegs, Thielschers enorme Popularität auch für den Film zu nutzen. Der Schauspielkollege und Regisseur Paul Otto holte ihn 1915/1916 für einige auf Thielscher zurechtgeschnittene Geschichten vor die Kamera, doch blieb Thielscher in der Folgezeit auch weiterhin primär der Bühne verbunden.
Anfang der 1920er Jahre ermöglichte Thielscher der 20-jährigen Nachwuchskünstlerin Marlene Dietrich als Revuegirl einen ihrer ersten Auftritte im Rahmen seiner eigenen Schauspieltruppe. Am 27. März 1928 wurde Thielscher zu Ehren im Lustspielhaus Berlin ein Festprogramm aufgeführt, um (leicht verspätet) sein 50-jähriges Berliner Bühnenjubiläum zu feiern. Thielscher blieb bis ins hohe Alter ein höchst agiler Vollblutkomödiant: „Mit erstaunlicher Elastizität ist er auch noch im Greisenalter, da andere Menschen sich der Geruhsamkeit widmen und von der Erinnerung zehren, über die Bühnenbretter gerollt, gehüpft, gesprungen und gekugelt“ hieß es 1941 in einem Nachruf. Erst an seinem 75. Geburtstag verabschiedete sich der Künstler von der Bühne und zog sich ins Privatleben zurück. 1938 veröffentlichte er seine Memoiren unter dem Titel Erinnerungen eines alten Komödianten.

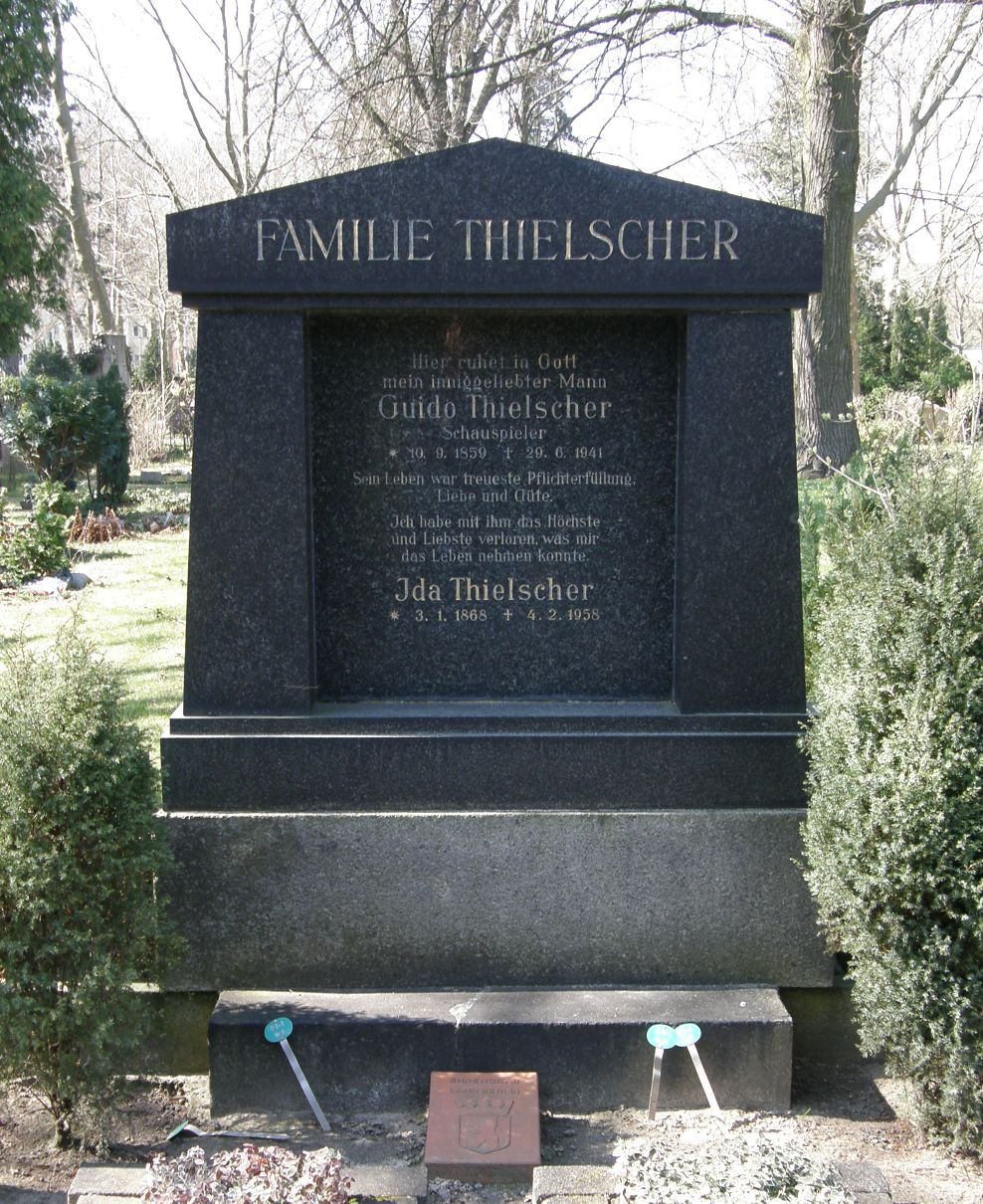
Friedhof Wilmersdorf in Berlin; Ehrengrab von Guido Thielscher

Thielscher starb während eines Erholungsurlaubes im schlesischen Bad Salzbrunn an einem Herzschlag. Anlässlich seines Todes wurde noch einmal an seine Popularität erinnert: „Durch seinen unverwüstlichen Humor und seinen Berliner Dialekt wurde er zum beliebtesten Komiker der Reichshauptstadt“. Die Stadt Berlin ehrte ihn mit einem Ehrengrab auf dem Friedhof Wilmersdorf.

## Filme (Auswahl)
- 1915: Guido im Paradies
- 1915: Guido der Erste oder Der getäuschte Wurstfabrikant
- 1916: Florians Tante
- 1916: Theophrastus Paracelsus
- 1920: Figaros Hochzeit